# V (album de Maroon 5)
Pour les articles homonymes, voir V.
Albums de Maroon 5
Overexposed
(2012) Red Pill Blues
(2017)
Singles
1. Maps
Sortie : 16 juin 2014
2. Animals
Sortie : 22 septembre 2014
3. Sugar
Sortie : 12 janvier 2015
4. This Summer's Gonna Hurt Like a Motherf****cker
Sortie : 15 mai 2015

V (prononcé Five) est le cinquième album studio du groupe de pop rock américain Maroon 5. Sorti le 29 août 2014 en Allemagne et en Nouvelle-Zélande ainsi que le 2 septembre 2014 outre-Atlantique sous le label Interscope, l’opus est bâti par plusieurs producteurs incluant Benny Blanco, Max Martin, Shellback ainsi que wealstarr. Il s’agit du premier album du quintet à être publié sous ce label discographique, suivant leur transfert de leur précédente maison de disques, A&M Octone Records, vers Interscope. L’album voit également le retour du claviériste Jesse Carmichael, après son absence notable sur le précédent album studio du groupe, Overexposed. Le 29 juillet 2014, il a été rendu disponible en pré-commande sur l’iTunes Store ainsi que sur le site web officiel de Maroon 5.

## Développement
En 2012, Maroon 5 a publié leur quatrième album studio, intitulé Overexposed. Celui-ci est sorti au cours d’une période de dynamisme commercial pour le groupe, notamment après le succès de Moves like Jagger, un single que le chanteur Adam Levine a dénommé comme ayant « relancé le groupe », ainsi que du premier single de l’opus, Payphone, qui a rencontré un succès à la fois critique et commercial. Overexposed a été décrit par le groupe comme leur « disque le plus pop à ce jour », reçu par des critiques lui attribuant des avis mitigées dès sa sortie, reprochant à l’opus son manque cruel de « crochets mémorables, de charme et comme ayant, littéralement, exposé les limites du groupe »,. Malgré cela, l’album a tout de même été accueilli de manière favorable, principalement grâce à sa production et à la tessture vocale de Levine, glorifiée par la presse.

## Enregistrement
| |  |  |
| V incorpore des apports créatifs d’artistes comme Gwen Stefani (à gauche) et Sia Furler (à droite). |  |  |

Les sessions d’enregistrement de V ont été effectuées par le groupe aux studios Conway, situés dans le centre-ville de Los Angeles, sur une période longue d’un an à partir du mois d’avril 2013 jusqu’à la mi-2014. Ces sessions ont pu voir le retour du claviériste Jesse Carmichael vers le groupe, après une pause qui l’a contraint à être absent lors de l’enregistrement et de la promotion de leur quatrième album studio.
Au sujet du matériel enregistré, le guitariste James Valentine avait expliqué « les chansons sur lesquelles nous travaillons maintenant sont plus sombres. Ça se rapproche peut-être un peu de Songs About Jane ». Quant à la conception musicale, Adam Levine a indiqué que « ce disque représente parfaitement le groupe : c’est notre son passé, notre son présent et aussi le son que l’on voudrait avoir dans notre avenir ». V comprend aussi une collaboration avec l’artiste américaine Gwen Stefani, pour le morceau My Heart is Open.

## Pochette
Dévoilée le 21 juillet 2014, la pochette de V montre un tube transversal, modelé en forme de cinq en chiffre romain, mis en avant par un néon lumineux de couleur rose, installé dans un désert aux nuances froides, avec des montagnes en arrière-plan. Le logo de Maroon 5 apparaît en hors focale à l’arrière-plan, comme un signe perché sur le flanc de la montagne, de manière à rappeler le panneau Hollywood.

## Accueil critique
Deux mois avant sa parution, le site web d’information musicale PureMédias annonce « quatorze nouvelles pépites pop/rock au menu » de cet opus et déclare, en mentionnant My Heart is Open, qu’il est question d’une chanson que l’on doit « d'ores et déjà prévoir comme étant un tube taillé pour prendre d'assaut les hit-parades », en justifiant le fait qu’elle ait été « écrite par Sia et enregistrée en duo avec Gwen Stefani ».
Tim Jonze du Guardian a fourni un bilan mitigé pour l'album, clamant que, malgré l'abondance de crochets, V est la « preuve expliquant pourquoi la plupart des gens ne peuvent pas se souvenir d’une chanson de Maroon 5 deux secondes après l’avoir écoutée ».

## Promotion et tournée
Après la rupture de leur entente les liant avec leur ancienne maison de disques, A&M Octone Records, les membres du groupe ont subséquemment signé un nouveau contrat avec Interscope Records, en mai 2014, afin de publier leur album. Le titre de l’opus a été révélé par le groupe et leur label le 3 juin 2014, accompagné d’une date de sortie prévue pour le 2 septembre 2014 outre-Atlantique. La pochette du disque a été révélée à travers une série de cinq morceaux de puzzle servant d’indices et dévoilés quotidiennement par le biais de la page Facebook du groupe, à partir du 17 juillet jusqu’au 21 juillet 2014. Après que l’ensemble ait été complété, l’illustration de l’opus, en plus de sa liste des titres, ont été dévoilées le 21 juillet 2014. Les pré-commandes sur l’iTunes Store, Amazon.com et les autres détaillants ont été ouvertes le jour même. En plus de l’édition standard, une édition « deluxe » inclut trois chansons bonus dont Lost Stars, extrait de la bande originale du film New York Melody, qui marque la première apparition au cinéma d’Adam Levine et Sex and Candy, une reprise du groupe américain Marcy Playground. De manière à engendrer sa promotion, Maroon 5 a fait partie des artistes listés en tête d’affiche du festival iTunes, qui aura lieu le 11 septembre 2014 au Roundhouse de Londres. En outre, grâce à un accord signé avec Live Nation, le groupe est prêt à entreprendre une tournée mondiale qui débutera à l’automne 2014 et s’achèvera au cours de l’année 2015.

## Singles
Maps est confirmé comme étant le premier single de l’album. Un extrait de la chanson avait été téléchargé sur la page Facebook du groupe le 11 juin 2014. Le morceau est envoyé aux stations de radio américaines à partir du 16 juin 2014 et a été rendu disponible en téléchargement numérique le lendemain. Elle atteint le premier rang des hit-parades du Cambodge, de la Corée du Sud, de l’Indonésie et du Viêt Nam en plus d’atteindre la troisième position en Belgique et au Canada, ainsi que la septième position aux États-Unis et les sommets des classements d’un certain nombre de pays européens.
Animals est le deuxième single de l’album. Le morceau a été rendu disponible en téléchargement numérique le 22 août 2014.
Sugar, le troisième single est envoyé aux radios le 12 janvier 2015.
Singles promotionnels
It Was Always You est commercialisé le 29 juillet 2014 en tant que premier single promotionnel de V sur l’iTunes Store. Celui-ci a fait partie du compte à rebours avant la parution de l’opus.

## Liste des titres
| V — Édition standard | V — Édition standard                        | V — Édition standard                                                                     | V — Édition standard                                                         | V — Édition standard | V — Édition standard | V — Édition standard | V — Édition standard | V — Édition standard | V — Édition standard |
| No                   | Titre                                       | Auteur                                                                                   | Producteur(s)                                                                | Durée                |                      |                      |                      |                      |                      |
| -------------------- | ------------------------------------------- | ---------------------------------------------------------------------------------------- | ---------------------------------------------------------------------------- | -------------------- | -------------------- | -------------------- | -------------------- | -------------------- | -------------------- |
| 1.                   | Maps                                        | Adam Levine, wealstarr, Benjamin Levin, Ammar Malik, Noel Zancanella                     | Benny Blanco, wealstarr, Zancanella, Noah Passovoy[A]                        | 3:10                 |                      |                      |                      |                      |                      |
| 2.                   | Animals                                     | Levine, Shellback, Levin                                                                 | Shellback                                                                    | 3:51                 |                      |                      |                      |                      |                      |
| 3.                   | It Was Always You                           | Levine, Sam Martin, Jason Evigan, Marcus Lomax, Jordan Johnson, Stefan Johnson           | Evigan, The Monsters & Strangerz, S. Johnson[B], Martin[B], Isaiah Tejada[B] | 4:00                 |                      |                      |                      |                      |                      |
| 4.                   | Unkiss Me                                   | Levine, Johan Carlsson, Ross Golan                                                       | Carlsson, Passovoy[B]                                                        | 3:58                 |                      |                      |                      |                      |                      |
| 5.                   | Sugar                                       | Levine, Joshua Coleman, Lukasz Gottwald, Jacob Kasher Hindlin, Mike Posner, Henry Walter | Ammo, Cirkut                                                                 | 3:55                 |                      |                      |                      |                      |                      |
| 6.                   | Leaving California                          | Levine, Levin, Nate Ruess, Malik, Tor Erik Hermansen, Mikkel Storleer Eriksen            | Blanco, Stargate, Passovoy[A]                                                | 3:23                 |                      |                      |                      |                      |                      |
| 7.                   | In Your Pocket                              | Levine, Shellback, T. Jimson, M. Flygare                                                 | Shellback, Astma & Rocwell                                                   | 3:39                 |                      |                      |                      |                      |                      |
| 8.                   | New Love                                    | Levine, Tedder, Zancanella                                                               | Tedder, Zancanella                                                           | 3:16                 |                      |                      |                      |                      |                      |
| 9.                   | Coming Back for You                         | Levine, Martin, Evigan, Lomax, J. Johnson, S. Johnson                                    | Evigan, The Monsters & Strangerz, S. Johnson[B], Martin[B], Tejada[B]        | 3:47                 |                      |                      |                      |                      |                      |
| 10.                  | Feelings                                    | Levine, Shellback, Oscar Görres                                                          | Shellback, OgZo                                                              | 3:14                 |                      |                      |                      |                      |                      |
| 11.                  | My Heart is Open (en duo avec Gwen Stefani) | Levine, Levin, Sia Furler, Rodney « Darkchild » Jerkins, Andre Lindal                    | Blanco, Jerkins, Lindal, Levine                                              | 3:57                 |                      |                      |                      |                      |                      |
| 40:10                |                                             |                                                                                          |                                                                              |                      |                      |                      |                      |                      |                      |

| V — Édition deluxe (pistes bonus) | V — Édition deluxe (pistes bonus)       | V — Édition deluxe (pistes bonus)                                 | V — Édition deluxe (pistes bonus) | V — Édition deluxe (pistes bonus) | V — Édition deluxe (pistes bonus) | V — Édition deluxe (pistes bonus) | V — Édition deluxe (pistes bonus) | V — Édition deluxe (pistes bonus) | V — Édition deluxe (pistes bonus) |
| No                                | Titre                                   | Auteur                                                            | Producer(s)                       | Durée                             |                                   |                                   |                                   |                                   |                                   |
| --------------------------------- | --------------------------------------- | ----------------------------------------------------------------- | --------------------------------- | --------------------------------- | --------------------------------- | --------------------------------- | --------------------------------- | --------------------------------- | --------------------------------- |
| 12.                               | Shoot Love                              | Levine, Levin, Malik, Shellback, Paul Epworth                     |                                   | 3:10                              |                                   |                                   |                                   |                                   |                                   |
| 13.                               | Sex and Candy                           | John Wozniak                                                      |                                   | 4:25                              |                                   |                                   |                                   |                                   |                                   |
| 14.                               | Lost Stars (interprété par Adam Levine) | Gregg Alexander, Danielle Brisebois, Nick Lashley, Nick Southwood |                                   | 4:27                              |                                   |                                   |                                   |                                   |                                   |
| 52:12                             |                                         |                                                                   |                                   |                                   |                                   |                                   |                                   |                                   |                                   |

| V — Piste bonus de réédition | V — Piste bonus de réédition                 | V — Piste bonus de réédition | V — Piste bonus de réédition | V — Piste bonus de réédition | V — Piste bonus de réédition | V — Piste bonus de réédition | V — Piste bonus de réédition | V — Piste bonus de réédition | V — Piste bonus de réédition |
| No                           | Titre                                        | Auteur                       | Producteur(s)                | Durée                        |                              |                              |                              |                              |                              |
| ---------------------------- | -------------------------------------------- | ---------------------------- | ---------------------------- | ---------------------------- | ---------------------------- | ---------------------------- | ---------------------------- | ---------------------------- | ---------------------------- |
| 12.                          | This Summer's Gonna Hurt like a Motherfucker | Levine, Shellback            |                              | 3:44                         |                              |                              |                              |                              |                              |
| 43:54                        |                                              |                              |                              |                              |                              |                              |                              |                              |                              |

| V — Éditions japonaise et ZinePak (pistes bonus) | V — Éditions japonaise et ZinePak (pistes bonus) | V — Éditions japonaise et ZinePak (pistes bonus)           | V — Éditions japonaise et ZinePak (pistes bonus)      | V — Éditions japonaise et ZinePak (pistes bonus) | V — Éditions japonaise et ZinePak (pistes bonus) | V — Éditions japonaise et ZinePak (pistes bonus) | V — Éditions japonaise et ZinePak (pistes bonus) | V — Éditions japonaise et ZinePak (pistes bonus) | V — Éditions japonaise et ZinePak (pistes bonus) |
| No                                               | Titre                                            | Auteur                                                     | Producteur(s)                                         | Durée                                            |                                                  |                                                  |                                                  |                                                  |                                                  |
| ------------------------------------------------ | ------------------------------------------------ | ---------------------------------------------------------- | ----------------------------------------------------- | ------------------------------------------------ | ------------------------------------------------ | ------------------------------------------------ | ------------------------------------------------ | ------------------------------------------------ | ------------------------------------------------ |
| 15.                                              | Maps (Slaptop Remix)                             | Levine, Levin, Tedder, Malik, Zancanella                   | Blanco, Tedder, Zancanella, Passovoy[A], Slaptop[C]   | 4:02                                             |                                                  |                                                  |                                                  |                                                  |                                                  |
| 16.                                              | Maps (Reflex Remix) (featuring Big Sean))        | Levine, Levin, wealstarr, Malik, Zancanella, Sean Anderson | Blanco, Tedder, Zancanella, Passovoy[A], DJ Reflex[C] | 3:51                                             |                                                  |                                                  |                                                  |                                                  |                                                  |
| 60:05                                            |                                                  |                                                            |                                                       |                                                  |                                                  |                                                  |                                                  |                                                  |                                                  |

Notes
A représente un producteur additionnel.
B représente un producteur vocal.
C représente un remixeur.

## Crédits
| Maroon 5 - Adam Levine – chant, guitare, composition - Jesse Carmichael – claviers, guitare, chœurs - Mickey Madden – guitare basse - James Valentine – guitare, chœur - Matt Flynn – batterie, percussion - PJ Morton – claviers, chœurs Musiciens complémentaires - Sam Farrar - guitares additionnelles, chœurs - Gwen Stefani - chant (onzième morceau) | Autres membres du personnel - Benny Blanco – production, composition - Max Martin – production, composition - Sam Martin – production, composition - Noah Passovoy – production - Shellback – production, composition - Ryan Tedder – production, composition - Jason Evigan – production, composition - The Monsters and the Strangerz – production, composition - Ammar Malik - composition - Sia - composition - Nate Ruess – composition |

## Classements et certifications
| Classement (2014)                  | Meilleure position |
| ---------------------------------- | ------------------ |
| Allemagne (Media Control AG)       | 6                  |
| Australie (ARIA)                   | 4                  |
| Autriche (Ö3 Austria Top 40)       | 10                 |
| Belgique (Flandre Ultratop)        | 7                  |
| Belgique (Wallonie Ultratop)       | 12                 |
| Canada (Canadian Albums)           | 1                  |
| Danemark (Tracklisten)             | 4                  |
| Écosse (OCC)                       | 5                  |
| Espagne (Promusicae)               | 4                  |
| États-Unis (Billboard 200)         | 1                  |
| États-Unis (Digital Albums)        | 1                  |
| Finlande (Suomen virallinen lista) | 6                  |
| France (SNEP)                      | 6                  |
| Hongrie (Mahasz)                   | 12                 |
| Irlande (IRMA)                     | 7                  |
| Norvège (VG-lista)                 | 4                  |
| Nouvelle-Zélande (RIANZ)           | 11                 |
| Pays-Bas (Mega Album Top 100)      | 11                 |
| Pologne (ZPAV)                     | 43                 |
| Portugal (AFP)                     | 12                 |
| Suède (Sverigetopplistan)          | 5                  |
| Suisse (Schweizer Hitparade)       | 2                  |
| Tchéquie (IFPI)                    | 40                 |
| Royaume-Uni (UK Albums Chart)      | 4                  |

| Pays                  | Certification | Ventes et expéditions |
| --------------------- | ------------- | --------------------- |
| Canada (Music Canada) | Argent        | 22 700 exemplaires    |
| États-Unis (RIAA)     | Platino       | 305 000 exemplaires   |
| Japon (RIAJ)          |               | 43 870 exemplaires    |

## Historique de sortie
| Pays         | Date(s)            | Édition(s)                                                                       | Format(s)                                              | Label(s)               |
| ------------ | ------------------ | -------------------------------------------------------------------------------- | ------------------------------------------------------ | ---------------------- |
| Allemagne    | 29 août 2014       | Standard et deluxe                                                               | CD, téléchargement numérique, High Fidelity Pure Audio | Interscope             |
| Brésil       | 29 août 2014       | Standard et deluxe                                                               | CD, téléchargement numérique, High Fidelity Pure Audio | Universal Music Brazil |
| Corée du Sud | 1er septembre 2014 | Standard, deluxe et bluray                                                       | CD, téléchargement numérique, High Fidelity Pure Audio | Universal Music Korea  |
| États-Unis   | 2 septembre 2014   | Standard (explicite), deluxe (explicite), standard (censurée), deluxe (censurée) | CD, LP, numérique                                      | 222, Interscope        |